# Scopula scotina
Scopula scotina är en fjärilsart som beskrevs av Bubacek 1923. Scopula scotina ingår i släktet Scopula och familjen mätare. Inga underarter finns listade.